# Vila Nova de Famalicão
Vila Nova de Famalicão (umgangssprachlich meist nur Famalicão) ist eine Stadt im Norden Portugals und gehört zum Distrikt Braga. Sie verzeichnet 133.534 Einwohner (Kreis, Stand 19. April 2021). Der Regisseur Manoel de Oliveira drehte 1941 einen Dokumentarfilm über die Stadt, der er mehrfach seine Sympathien aussprach.

## Geschichte
Funde aus der Castrokultur belegen eine Besiedlung bereits vor Ankunft der Römer.
Im Zuge seiner Siedlungspolitik gründete Sancho II. den Ort 1205 neu und gab ihm erste Stadtrechte.
Der Ort wurde als Fhamelicam um 1307 in den Registern des Königs Dinis geführt und tauchte 1527 erstmals als Vila Nova de Famyliquam auf. Er gehörte stets zu Barcelos, bis Königin Maria II. im Jahr 1835 den eigenständigen Kreis von Vila Nova de Famalicão einrichtete. Der Ort wurde 1841 zur Kleinstadt (Vila) erhoben.
Wesentliche Entwicklungsschübe erlebte der Ort im weiteren Verlauf des 19. Jahrhunderts. Die Eröffnung der Straße von Porto nach Braga 1851 und die Ankunft der Eisenbahn 1875 begünstigten die industrielle und in der Folge die allgemeine Entwicklung im Kreis. Die Eröffnung des Krankenhauses Hospital da Misericórdia 1878 und des neuen Rathauses 1881 sind dafür Belege. 1863 ließ sich der Schriftsteller Camilo Castelo Branco im Kreis nieder, im Landhaus Quinta de S. Miguel in Seide, in dem er sich 1890 erschoss. Palastähnliche Bürgerhäuser wie der Palacete Barão da Trovisqueira entstanden. Verschiedene Industriebetriebe ließen sich nieder, darunter 1886 die Druckerei und Verlag Minerva oder 1892 die Uhrenfabrik Reguladora. Eine Vielzahl von Verlagen, Zeitungen und Zeitschriften wurden gegründet, darunter Alvorada.
Vila Nova de Famalicão wurde im Jahre 1985 zur Stadt (Cidade) erhoben.

## Sport
Der 1931 gegründete Fußballverein FC Famalicão spielt zurzeit erstklassig (Saison 2019/2020) in der Primeira Liga. Er trägt seine Heimspiele im städtischen Estádio Municipal 22 de Junho aus.
Weitere Vereine im Kreis sind der GD Ribeirão, der in der Gemeinde Ribeirão beheimatet ist, der 1930 gegründete Fußballverein Grupo Desportivo de Joane aus der Gemeinde Joane, die AD Oliveirense (Associação Desportiva Oliveirense) aus der Gemeinde Santa Maria de Oliveira, der unterklassig spielende Fußballverein Associação Desportiva Ninense aus der Gemeinde Nine. Ein bedeutender Schwimmverein ist der Grupo Desportivo de Natação de Vila Nova de Famalicão.

## Wirtschaft
Eine Vielzahl Industriebetriebe sind im Kreis tätig, insbesondere Textilindustrie, aber auch Nahrungsmittelverarbeitung u. a. Bekannt ist der Jeanshersteller Salsa Jeans, und der portugiesische Fleischhersteller Primor beschäftigt hier etwa 400 Menschen. Die 1892 gegründete Reguladora ist die älteste Uhrenfabrik der Iberischen Halbinsel und heute der einzige noch bestehende Uhrenhersteller des Landes.
In Vila Nova de Famalicão befindet sich seit der ersten Hälfte der 1970er Jahre ein Werk des deutschen Kameraherstellers Leica mit ca. 600 Mitarbeitern.

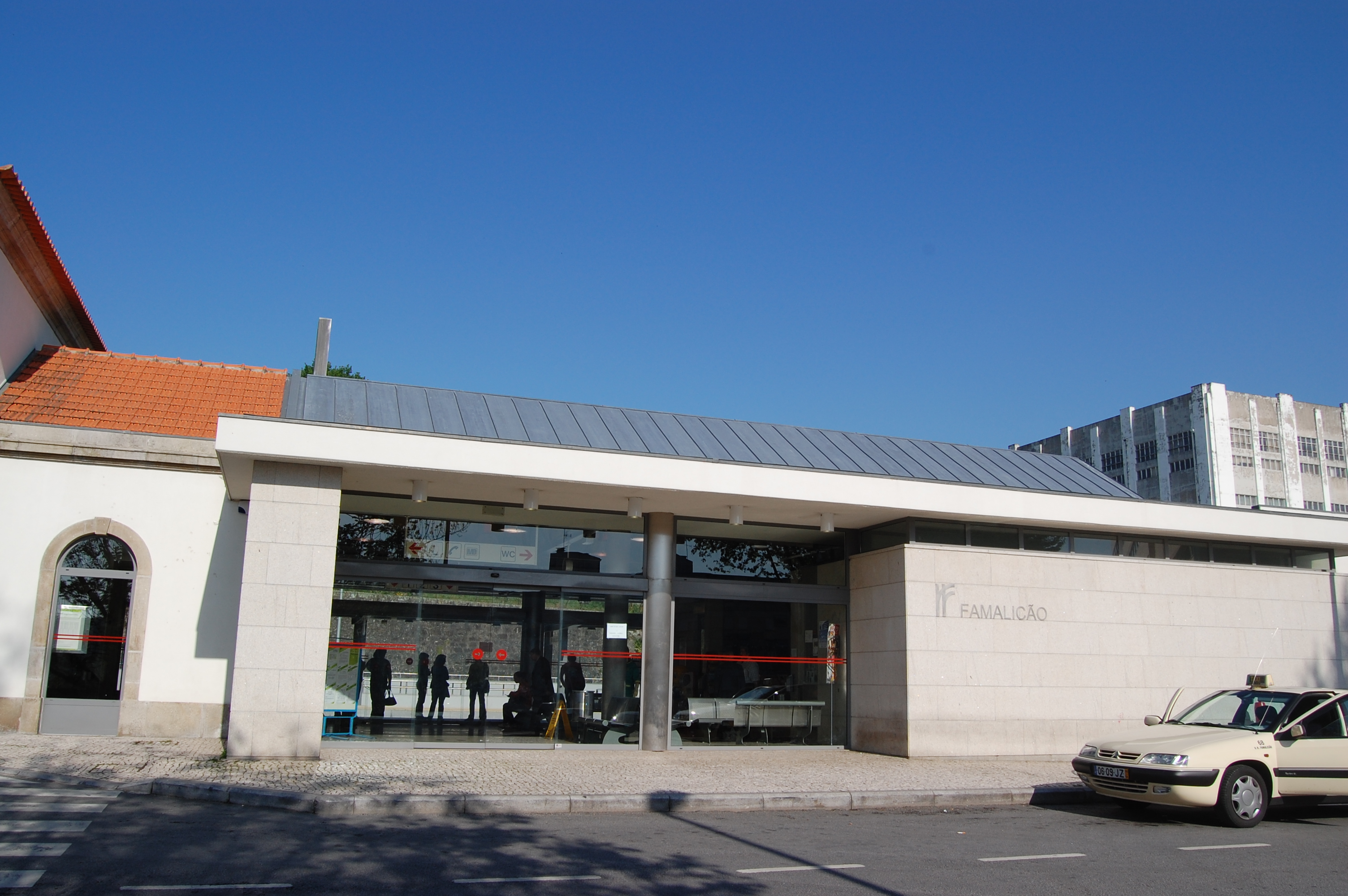
Am Bahnhof von Famalicão

## Verkehr
Über die Strecke Linha do Minho ist die Stadt in das Schienennetz des Landes und war bis 1995 über die ehemalige Linha da Póvoa auch in das Vorortzugnetz von Porto eingebunden. Seit 2005 ist die Strecke bis Póvoa als rote Linie B der Metro do Porto in das U-Bahn-Netz des Großraums Porto integriert.
Die Nationalstraße N14 ist hier zur Schnellstraße ausgebaut und umfährt die Stadt. Die Autobahnen A7 und A3 kreuzen sich bei Famalicão, mit jeweils eigenen Abfahrten zur Stadt.
Famalicão ist in das landesweite Busnetz der Rede Expressos eingebunden.

## Verwaltung

### Kreis
Vila Nova de Famalicão ist Sitz eines gleichnamigen Kreises (Concelho). Die Nachbarkreise sind (im Uhrzeigersinn im Norden beginnend): Braga, Guimarães, Santo Tirso, Trofa, Vila do Conde, Póvoa de Varzim sowie Barcelos.

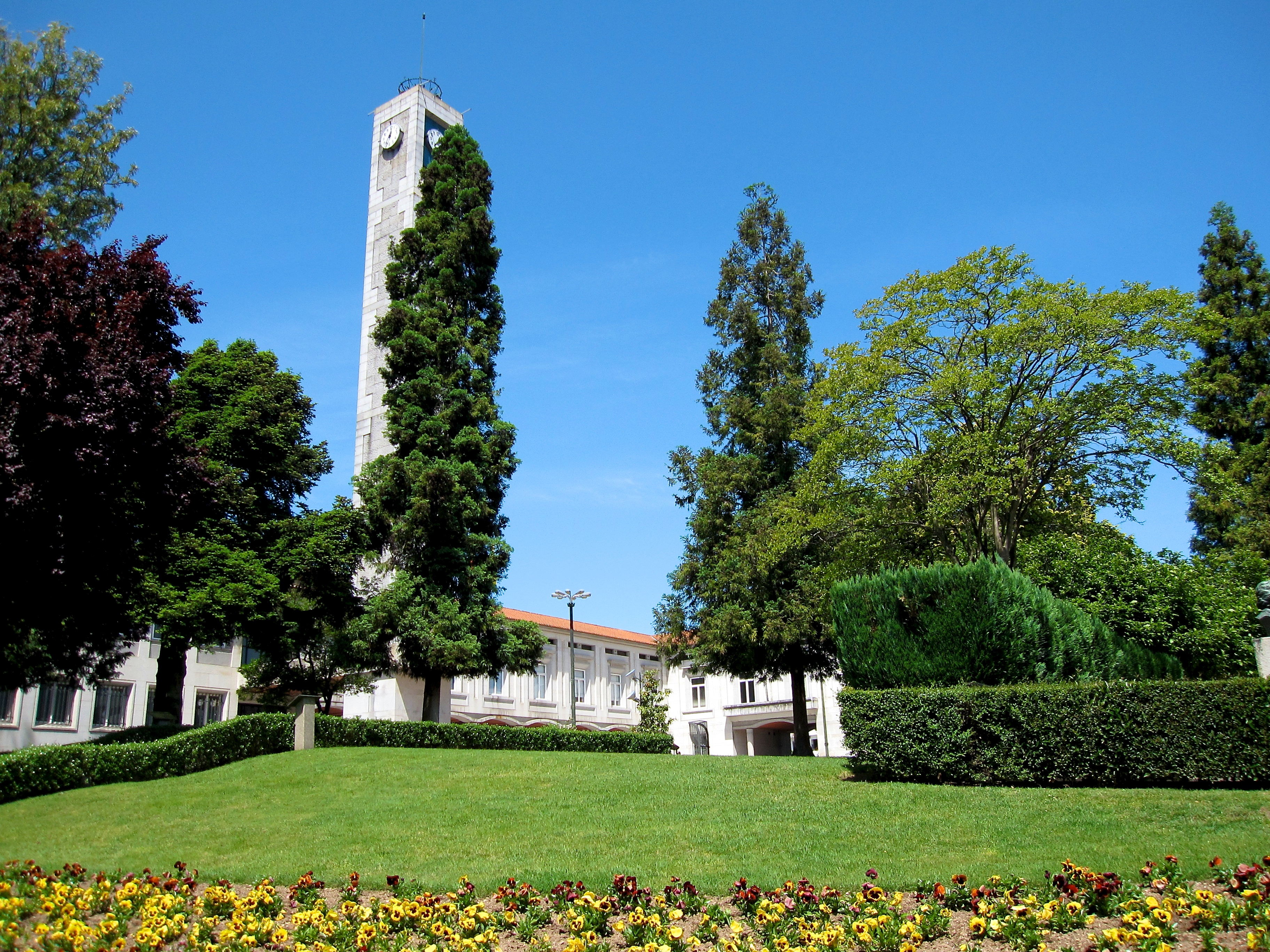
Am Rathaus (Câmara Municipal) von Famalicão

Mit der Gebietsreform im September 2013 wurden mehrere Gemeinden zu neuen Gemeinden zusammengefasst, sodass sich die Zahl der Gemeinden von zuvor 49 auf 34 verringerte.
Die folgenden Gemeinden (Freguesias) liegen im Kreis Vila Nova de Famalicão:

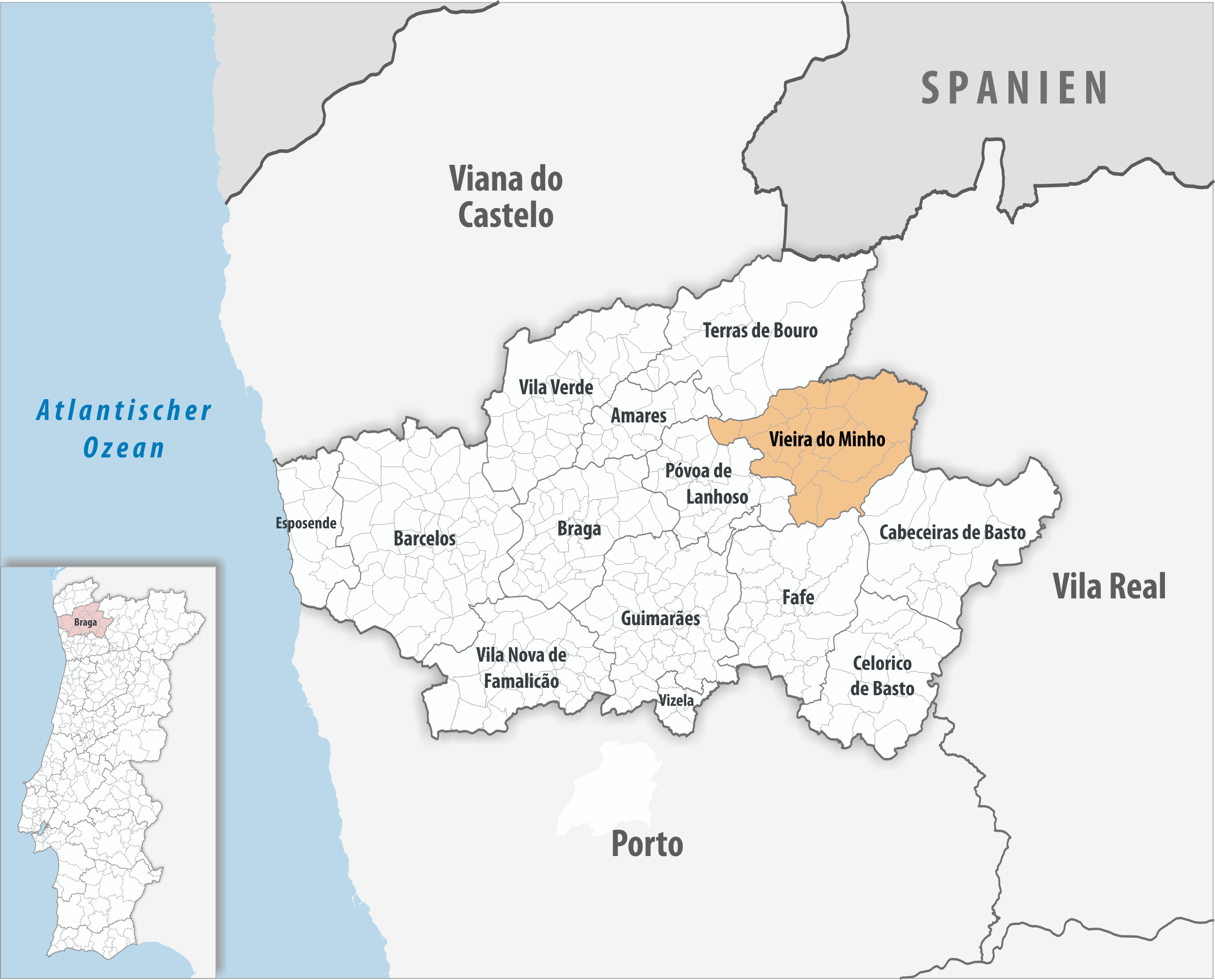
Kreis Vieira do Minho

| Gemeinde                            | Einwohner (2021) | Fläche km² | Dichte Einw./km² | LAU- Code |
| ----------------------------------- | ---------------- | ---------- | ---------------- | --------- |
| Antas e Abade de Vermoim            | 8.195            | 5,44       | 1.506            | 031250    |
| Arnoso e Sezures                    | 3.527            | 8,81       | 400              | 031251    |
| Avidos e Lagoa                      | 2.537            | 4,67       | 543              | 031252    |
| Bairro                              | 3.196            | 3,35       | 953              | 031204    |
| Brufe                               | 2.294            | 2,49       | 922              | 031206    |
| Carreira e Bente                    | 2.352            | 3,58       | 657              | 031253    |
| Castelões                           | 2.083            | 3,53       | 590              | 031210    |
| Cruz                                | 1.651            | 4,13       | 400              | 031212    |
| Delães                              | 3.980            | 2,46       | 1.616            | 031213    |
| Esmeriz e Cabeçudos                 | 3.616            | 7,25       | 498              | 031254    |
| Fradelos                            | 3.895            | 16,80      | 232              | 031215    |
| Gavião                              | 3.884            | 4,04       | 961              | 031216    |
| Gondifelos, Cavalões e Outiz        | 5.131            | 16,71      | 307              | 031255    |
| Joane                               | 7.946            | 7,32       | 1.086            | 031219    |
| Landim                              | 2.838            | 4,51       | 629              | 031221    |
| Lemenhe, Mouquim e Jesufrei         | 3.141            | 9,83       | 319              | 031256    |
| Louro                               | 2.212            | 4,98       | 444              | 031223    |
| Lousado                             | 3.884            | 5,82       | 668              | 031224    |
| Mogege                              | 1.874            | 2,87       | 653              | 031225    |
| Nine                                | 3.019            | 4,34       | 696              | 031227    |
| Pedome                              | 1.997            | 2,63       | 759              | 031230    |
| Pousada de Saramagos                | 2.179            | 2,12       | 1.028            | 031232    |
| Requião                             | 3.197            | 7,42       | 431              | 031233    |
| Riba de Ave                         | 3.191            | 2,76       | 1.157            | 031234    |
| Ribeirão                            | 9.061            | 10,29      | 880              | 031235    |
| Ruivães e Novais                    | 2.807            | 4,55       | 617              | 031257    |
| Oliveira                            | 3.279            | 4,52       | 725              | 031239    |
| Vale                                | 2.036            | 3,60       | 565              | 031241    |
| Oliveira                            | 2.418            | 2,17       | 1.114            | 031242    |
| Vale, Telhado e Portela             | 5.240            | 13,69      | 383              | 031259    |
| Seide                               | 1.514            | 2,85       | 530              | 031258    |
| Vermoim                             | 2.947            | 4,71       | 625              | 031247    |
| Vila Nova de Famalicão e Calendário | 20.928           | 8,94       | 2.342            | 031260    |
| Vilarinho das Cambas                | 1.485            | 8,41       | 177              | 031249    |
| Kreis Vila Nova de Famalicão        | 133.534          | 201,59     | 662              | 0312      |

### Bevölkerungsentwicklung
| Einwohnerzahl im Kreis Vila Nova de Famalicão (1849–2011) | Einwohnerzahl im Kreis Vila Nova de Famalicão (1849–2011) | Einwohnerzahl im Kreis Vila Nova de Famalicão (1849–2011) | Einwohnerzahl im Kreis Vila Nova de Famalicão (1849–2011) | Einwohnerzahl im Kreis Vila Nova de Famalicão (1849–2011) | Einwohnerzahl im Kreis Vila Nova de Famalicão (1849–2011) | Einwohnerzahl im Kreis Vila Nova de Famalicão (1849–2011) | Einwohnerzahl im Kreis Vila Nova de Famalicão (1849–2011) | Einwohnerzahl im Kreis Vila Nova de Famalicão (1849–2011) |
| --------------------------------------------------------- | --------------------------------------------------------- | --------------------------------------------------------- | --------------------------------------------------------- | --------------------------------------------------------- | --------------------------------------------------------- | --------------------------------------------------------- | --------------------------------------------------------- | --------------------------------------------------------- |
| 1849                                                      | 1900                                                      | 1930                                                      | 1960                                                      | 1981                                                      | 1991                                                      | 2001                                                      | 2011                                                      |                                                           |
| 27.023                                                    | 33.978                                                    | 43.561                                                    | 79.250                                                    | 106.508                                                   | 114.338                                                   | 127.567                                                   | 133.832                                                   |                                                           |

### Kommunaler Feiertag
- 13. Juni

### Städtepartnerschaften
- Frankreich: Saint-Fargeau-Ponthierry, im Département Seine-et-Marne

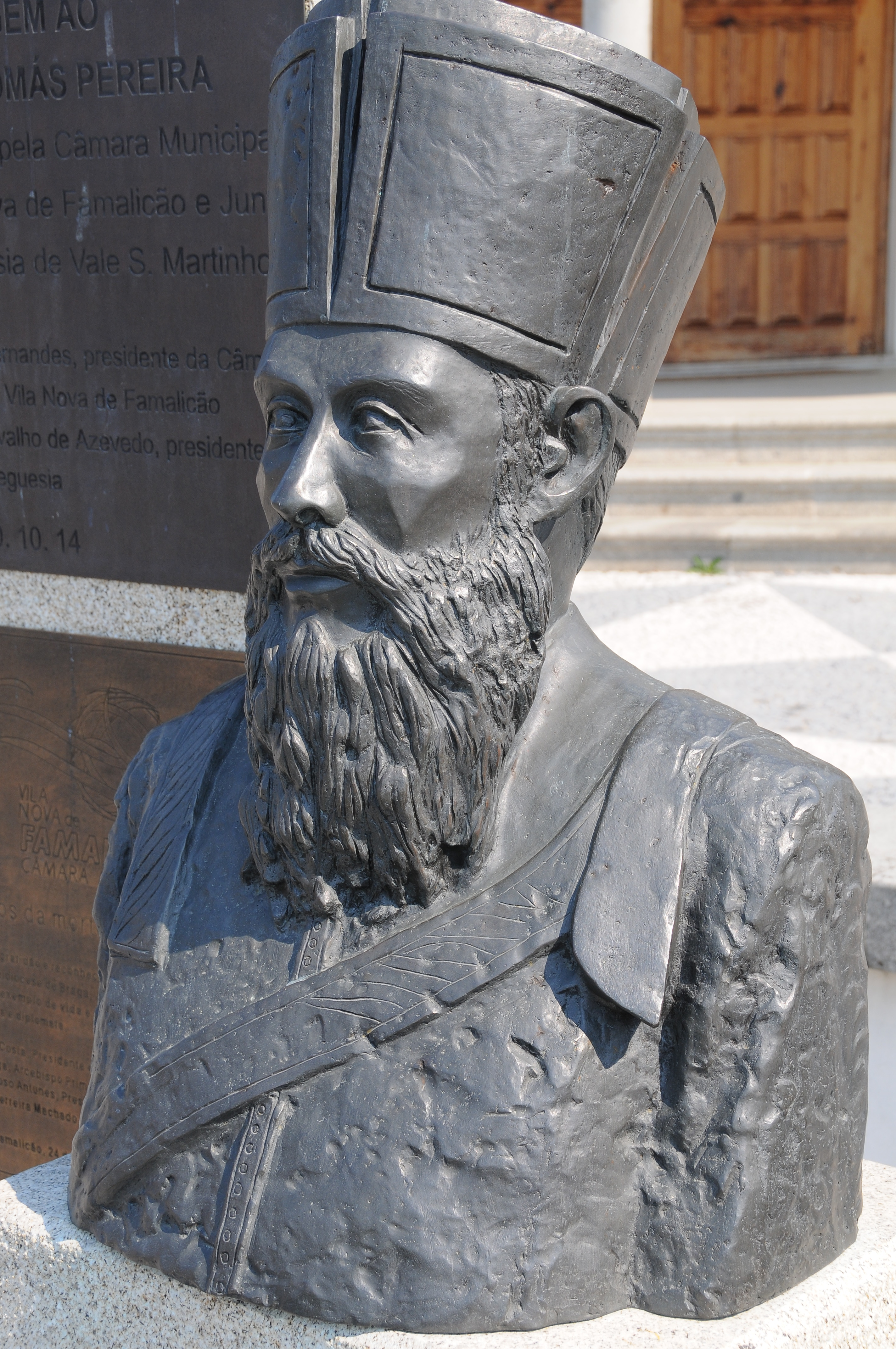
Büste Tomás Pereiras in der Gemeinde São Martinho do Vale

- Brasilien: Caruaru
- Frankreich: Givors
- Kap Verde: São Vicente
- Mosambik: Mocuba[8]

## Söhne und Töchter der Stadt

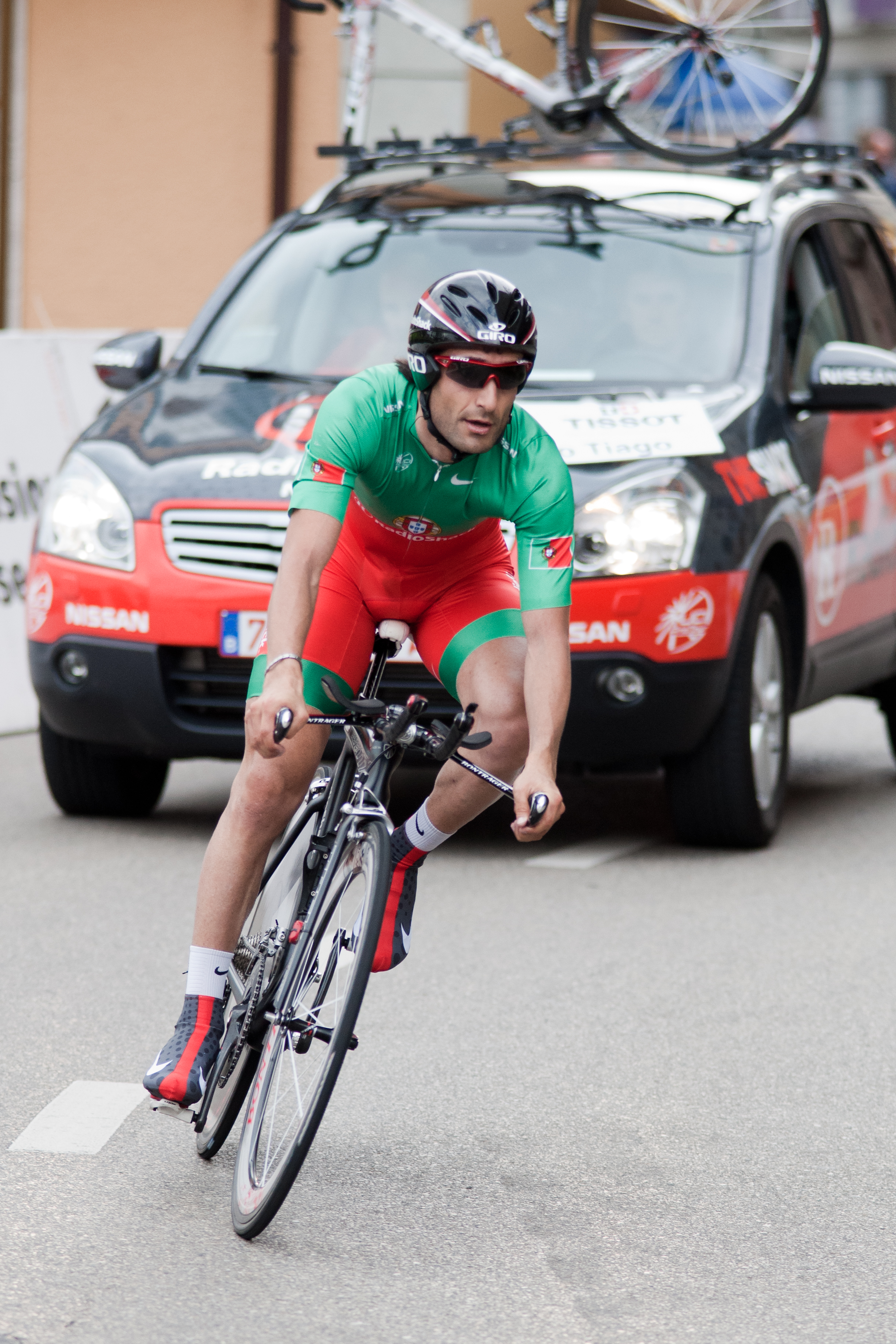
Tiago Machado bei der Tour de Romandie 2010

- Tomás Pereira (1645–1708), jesuitischer Mathematiker und Wissenschaftler, Mittler zwischen Europa und China (Astronomie, Musik, Politik)
- Francisco Torrinha (1879–1953), Philologe und Hochschullehrer, Autor mehrerer Wörterbücher
- Manuel Gonçalves Cerejeira (1888–1977), Erzbischof, Kardinalprotopriester und Patriarch von Lissabon
- Cupertino de Miranda (1892–1988), Bankier und Investor
- José Maria Machado de Araújo (1922–2004), besonders in Brasilien verbreiteter Schriftsteller
- Antônio Lino da Silva Dinis (1943–2013), Bischof von Itumbiara
- Jorge Ferreira da Costa Ortiga (* 1944), Erzbischof von Braga
- Carlos Macedo (* 1946), Fadosänger
- Paulo Marques (* 1962), Rallyefahrer, zehnfacher Rallye-Dakar-Teilnehmer (Motorrad und Truck)
- Vítor Paneira (* 1966), ehemaliger Fußballspieler, Nationalspieler, heute Trainer
- Nuno Melo (* 1966), Jurist und konservativer Politiker, Europaabgeordneter
- Jorge Moreira da Silva (* 1971), Ingenieur und konservativer Politiker, Minister für Umwelt, Raumordnung und Energie
- Cosme Machado (* 1975), Fußballschiedsrichter
- Quim (* 1975), Fußballtorwart
- Pedro Soeíro (* 1975), Radrennfahrer
- Mónica Jorge (* 1978), Fußball-Trainerin der Frauen-Nationalmannschaft
- António Marcelino Ramos Figueira (* 1978), Fußballtorwart
- José Carlos Rodrigues (* 1978), Radrennfahrer
- Tiago Machado (* 1985), Radrennfahrer
- Bruno Moreira (* 1987), Fußballspieler
- Ukra (* 1988), Fußballspieler
- Hugo Ventura (* 1988), Fußballtorwart
- Ricardo Daniel Antunes Ribeiro (* 1988), Fußballspieler
- Paulo Oliveira (* 1992), Fußballspieler
- André Moreira (* 1995), Fußballspieler
- Tomás Araújo (* 2002), Fußballspieler
- Diogo Costa (* 2003), Fußballspieler